# Tractat de Pretòria (1881)
El Tractat de Pretòria va ser el tractat de pau que va posar fi a la Primera Guerra dels Bòers (del 16 de desembre de 1880 al 23 de març de 1881) entre els Bòers del Transvaal i la Gran Bretanya. El tractat es va signar a Pretòria el 3 d'agost de 1881, però estava subjecte a ratificació pel Volksraad en un termini de 3 mesos a partir de la data de la signatura. El Volksraad va plantejar primer objeccions a una sèrie de clàusules del tractat, però finalment va ratificar la versió signada a Pretòria, després que Gran Bretanya rebutgés qualsevol altra concessió o canvi al tractat.
El treball britànic de preparació per a la Convenció de Pretòria de 1881 es va fer a Newcastle (KwaZulu-Natal).
Sota aquest acord, la República Sud-africana va recuperar l'autogovern sota la sobirania britànica nominal.
Aquesta convenció va ser substituïda el 1884 per la Convenció de Londres.